# Bort-l’Étang
Bort-l’Étang település Franciaországban, Puy-de-Dôme megyében. Lakosainak száma 724 fő (2022. január 1.). Bort-l’Étang Glaine-Montaigut, Lezoux, Néronde-sur-Dore, Neuville, Peschadoires, Ravel, Saint-Jean-d’Heurs és Sermentizon községekkel határos.

## Népesség
A település népességének változása:
| Lakosok száma | 618  | 642  | 655  | 657  | 673  | 689  | 705  | 712  | 724  |
|               | 2013 | 2015 | 2016 | 2017 | 2018 | 2019 | 2020 | 2021 | 2022 |